# Даулинг, Роберт Хокер
Роберт Хокер Даулинг (англ. Robert Hawker Dowling, 4 июля 1827, Колчестер — 8 июля 1886, Лондон) — англо-австралийский художник, один из первых профессиональных художников Тасмании.

## Биография
Родился в 1827 году в Англии; был младшим сыном англиканского пастора Генри Даулинга и его жены Элизабет, урожденной Дарк. В 1839 году, Роберт Даулинг, которому было около 12 лет, вместе с родителями на корабле «Джанет» прибыл в Тасманию, куда его отец согласился отправиться, чтобы окормлять местных верующих англикан. 
Роберт рано ощутил в себе склонность к живописи. Его художественным образованием занимались местные живописцы —  Томас Бок и Фредрик Стрэндж. В 1856 году  Роберт отправился в Лондон, чтобы продолжить там своё образование. В период с с 1859 по 1882 год он экспонировал 16 своих картин на выставках Королевской академии, и ещё несколько — на выставках Британском институте. В дальнейшем Даулинг вернулся в Тасманию, но не задержался там надолго, а вместо этого переехал в Мельбурн, где работал, как художник-портретист.
В 1886 году он снова отправился в Лондон.
Скончался Роберт Даулинг в Лондоне в том же 1886 году. 
Сегодня Даулинга чаще всего вспоминают в связи с картинами, изображающими аборигенов Тасмании — тасманийцев.В 2007 году одна из картин Даулинга — «Мастер Джордж, мастер Уильям и мисс Харриет Уэр с аборигеном Джейми» — была куплена австралийской Национальной галереей Виктории в Мельбурне за 800 000 австралийских долларов.
Племянницей и ученицей Даулинга была австралийская художница Флоренс Фуллер.

## Галерея

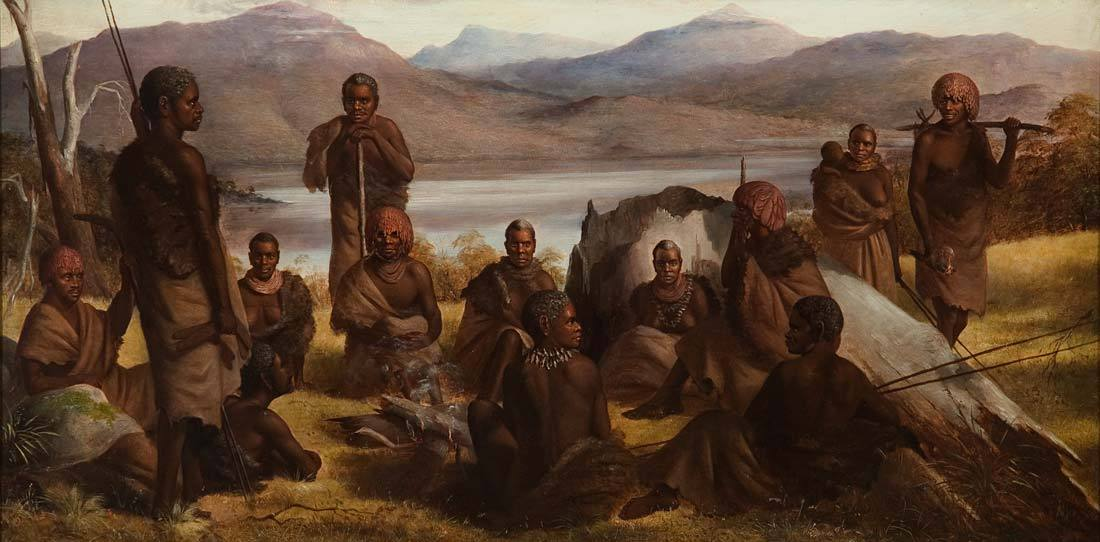
Аборигены Тасмании
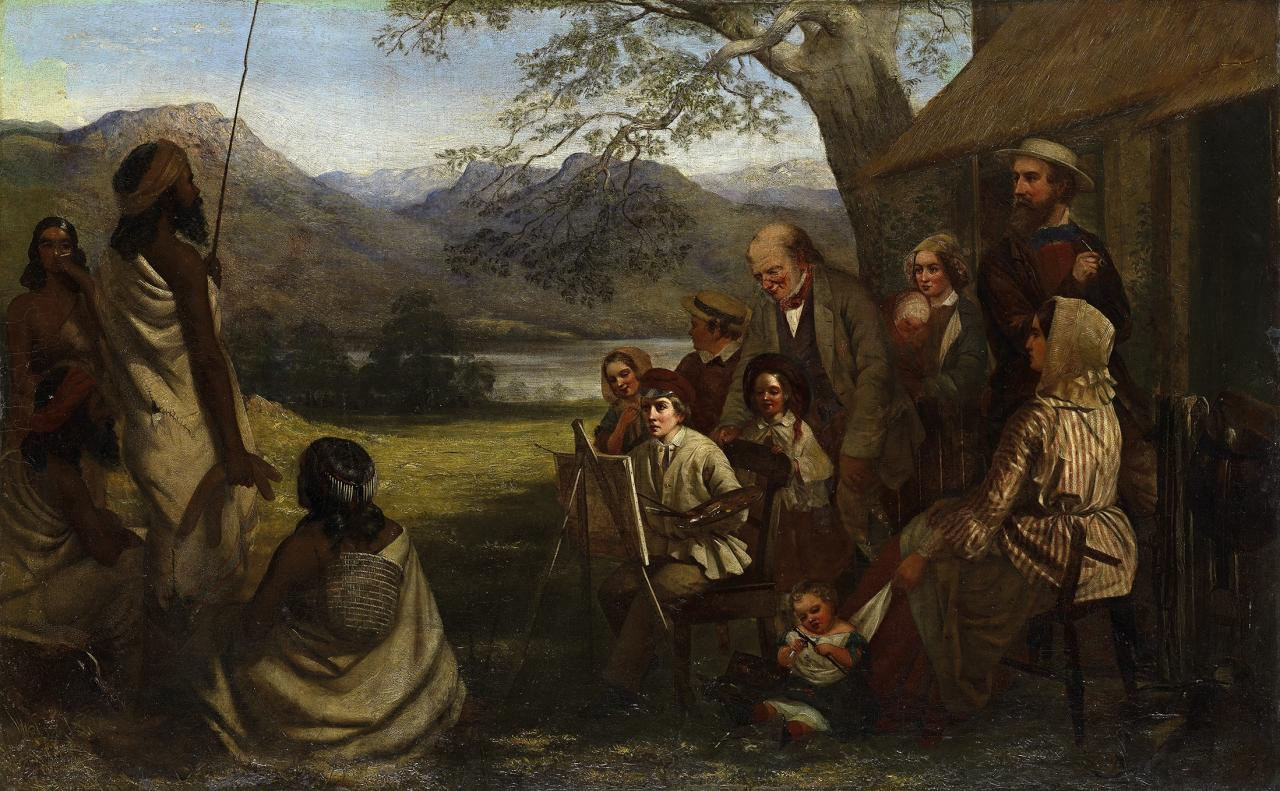
Автопортрет с аборигенами и семьёй
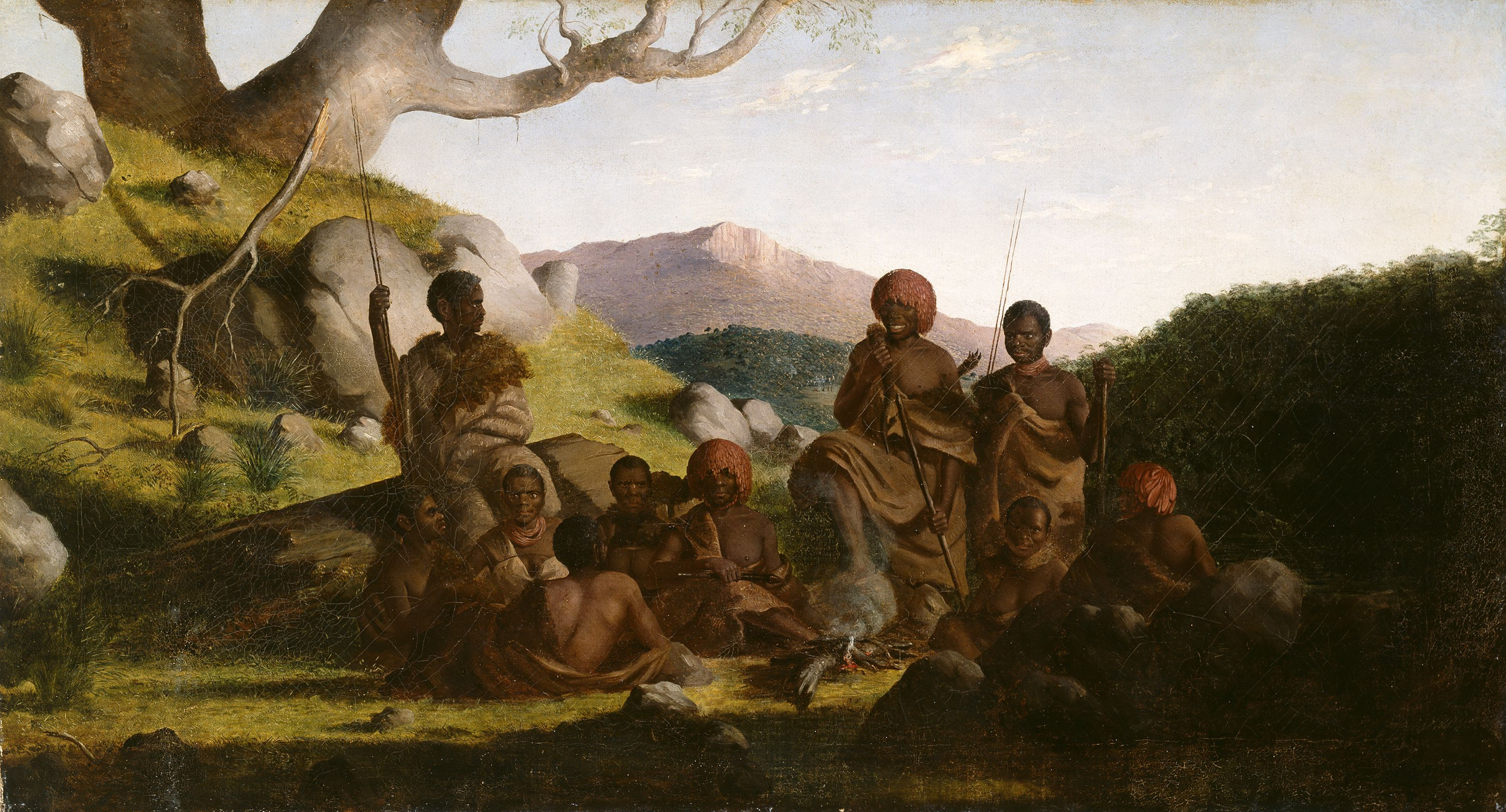
Аборигены на привале
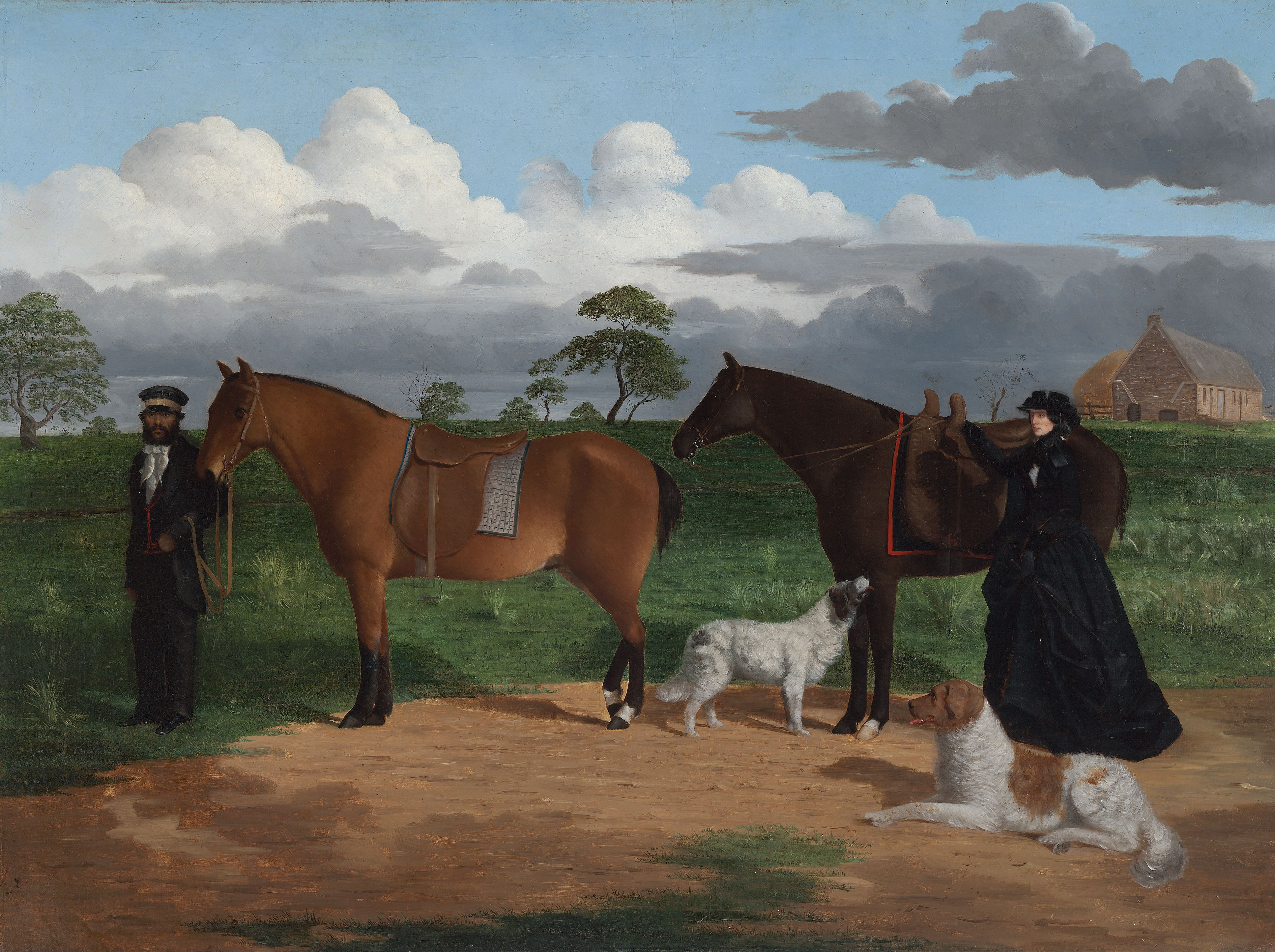
Миссис Скилс и её слуга Джим
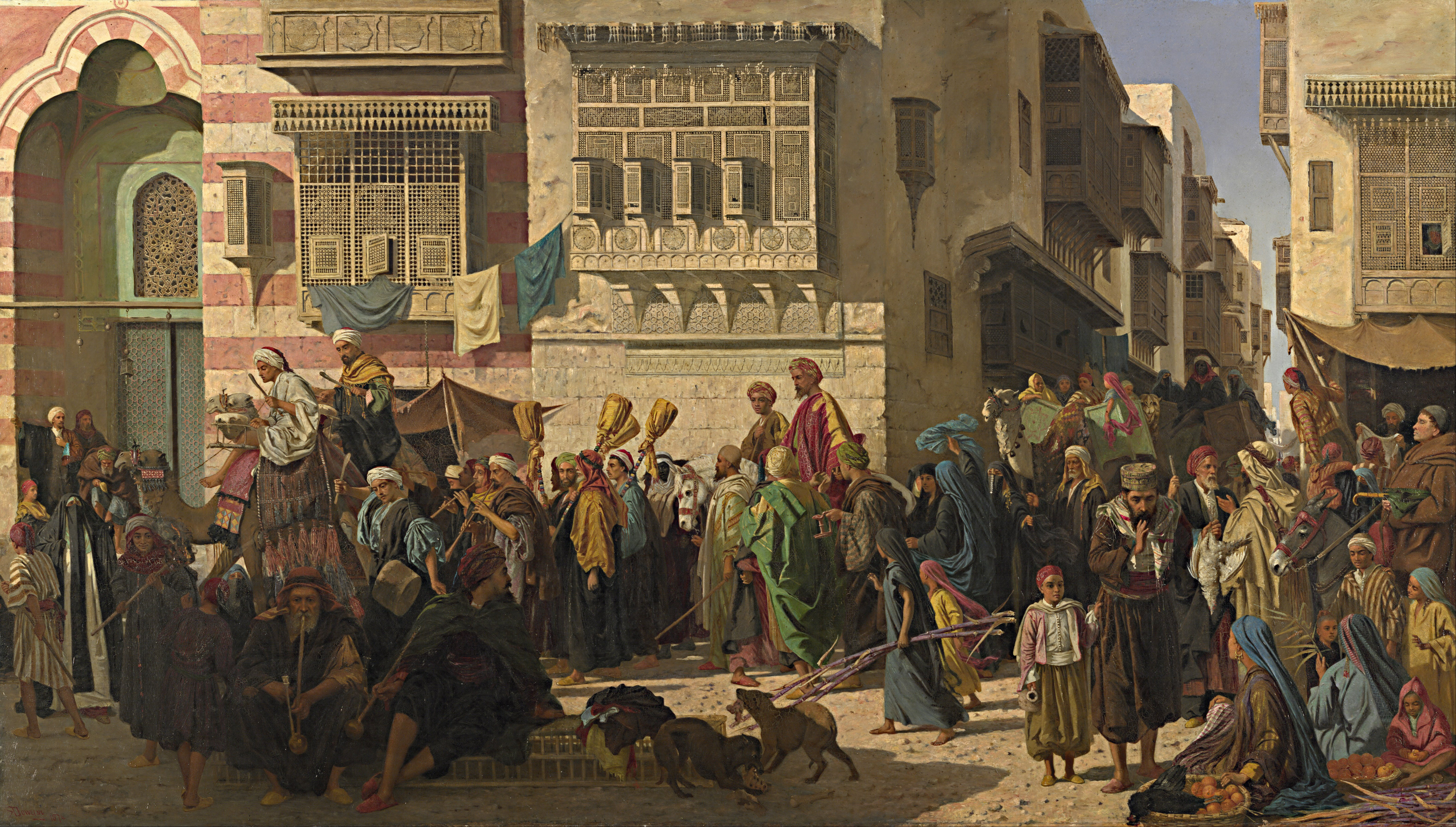
Шейх и его сын въезжают в Каир по возвращении из хаджа.